# San Juan Bautista Tuxtepec
 (juin 2012).
Si vous disposez d'ouvrages ou d'articles de référence ou si vous connaissez des sites web de qualité traitant du thème abordé ici, merci de compléter l'article en donnant les références utiles à sa vérifiabilité et en les liant à la section « Notes et références ».
San Juan Bautista Tuxtepec (en nahuatl: "colline du lapin"), ou simplement Tuxtepec, est la capitale de la municipalité du même nom et la deuxième ville la plus peuplée de l'État mexicain d'Oaxaca. Selon le recensement de 2005, la ville abriterait une population de 94 209 personnes et la municipalité 144 555. La municipalité réside dans la région appelée La Cuenca ("Le bassin» en espagnol), est situé à environ 20 m d'altitude, et occupe une superficie d'environ 934 km2. La ville est entourée par le Papaloapan.
La danse folklorique Flor de piña a été créée à Tuxtepec en 1958.